# بلدة باري (فيرمونت)
باري (بالإنجليزية: Barre (town), Vermont)‏ هي بلدة تقع بولاية فيرمونت في الولايات المتحدة. تبلغ مساحتها 79.5 (كم²)، وترتفع عن سطح البحر 301 م، بلغ عدد سكانها 7924 نسمة في عام 2010 حسب إحصاء مكتب تعداد الولايات المتحدة وتصل الكثافة السكانية فيها 99.8 نسمة/كم2.

## أعلام
- ميرندا جولي
- ليز ستيفن
- تشارلز بوليتي
- جودي سيلي
- فيل سكوت

## وصلات خارجية
- www.barretown.org
- The US50 - Cities and Towns in Vermont State
- Vermont Cities and Towns, Facts, Map, Flag, Colleges, Government, and More